# Different Shades of Blue
Different Shades of Blue è l'undicesimo album in studio del musicista blues rock statunitense Joe Bonamassa, pubblicato nel 2014.

## Tracce
1. Hey Baby (New Rising Sun) (Jimi Hendrix) – 1:19
2. Oh Beautiful! (Bonamassa, James House) – 5:28
3. Love Ain't a Love Song (Bonamassa, Jerry Flowers) – 3:48
4. Living on the Moon (Bonamassa, House) – 3:21
5. Heartache Follows Wherever I Go (Bonamassa, House) – 4:33
6. Never Give All Your Heart (Bonamassa, Jonathan Cain) – 5:24
7. I Gave Up Everything for You, 'Cept the Blues (Bonamassa, Flowers, Jeffrey Steele) – 4:39
8. Different Shades of Blue (Bonamassa, House) – 4:39
9. Get Back My Tomorrow (Bonamassa, Flowers, Steele) – 4:46
10. Trouble Town (Bonamassa, Gary Nicholson) – 4:56
11. So, What Would I Do (Bonamassa) – 5:26

## Formazione
- Beth Hart - voce
- Joe Bonamassa - chitarra, voce
- Arlan Schierbaum - tastiera
- Carmine Rojas - basso
- Anton Fig - batteria